# Mariazeller Festspiele

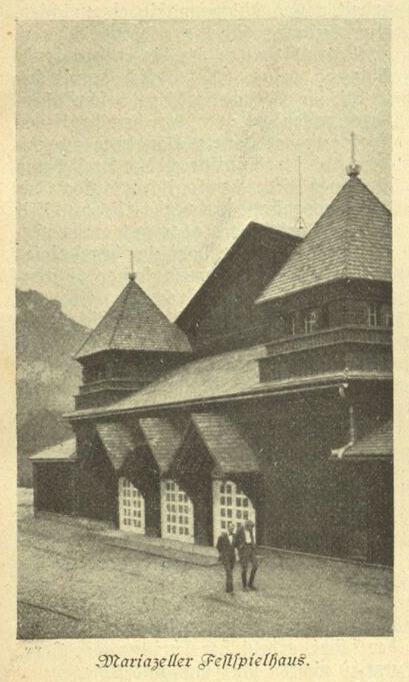
Das Festspielhaus

Die Mariazeller Festspiele waren Sommerfestspiele, die in der Steiermark nahe der Basilika Mariazell von 1923 bis 1926 jährlich stattgefunden haben.

## Geschichte
1923 gründeten der Leiter der Christlich-Sozialen Kunststelle, Hans Brečka und Burgtheaterdirektor Franz Herterich die Mariazeller Festspiele. In Anknüpfung an die Salzburger Festspiele, die 1920 gegründet worden waren, wollten die Mariazeller auf betont katholische und alpenländische Traditionen anspielen. Ein neues, mit moderner Technik ausgestattetes Festspielhaus ist errichtet worden. Nach drei Jahren bzw. Festspielzeiten erwiesen sich die Mariazeller Festspiele „für die Veranstalter als Fehlspekulation“.
1926 wurden während der Spiele Lope de Vegas Paradeisspiel und Alois Johannes Lippls Totentanz gegeben, sowie (unter anderen) Jaspar von Genneps Kölner Spiel von Jedermann und das Münsterspiel von Lippl.

## Mitarbeiter
Hans Brečka wirkte als Dramaturg der Mariazeller Festspiele. In der 1925 Saison waren u. a. die Schauspieler Anna Höllering und Günther Hadank engagiert.